# Schweizer Fernsehpreis
Der Schweizer Fernsehpreis war ein Fernsehpreis in der deutschsprachigen Schweiz. Er wurde 2008, 2010, 2011 und 2012 von den beiden Programmzeitschriften Tele und TV Star der Ringier Axel Springer Schweiz AG in fünf Kategorien vergeben. 2009 wurde wegen Neupositionierung kein Fernsehpreis vergeben. 2012 erfolgte die Verleihung durch die Programmzeitschriften Tele und TV Star sowie die Boulevard-Tageszeitung Blick.

## Preisträger
| Jahr | Fernsehsendung                 | Film                 | Star                   | Regionalsender | Lifetime-Award    | Innovation         |
| ---- | ------------------------------ | -------------------- | ---------------------- | -------------- | ----------------- | ------------------ |
| 2008 | Giacobbo/Müller                | Joel Basman          | Rainer Maria Salzgeber | Talk täglich   | Liselotte Pulver  | -                  |
| 2010 | Eco                            | Die Standesbeamtin   | Nik Hartmann           | Lifestyle      | Walter Roderer    | -                  |
| 2011 | Die grössten Schweizer Talente | Der letzte Weynfeldt | Franz Fischlin         | Ich oder du?   | Kurt Felix        | -                  |
| 2012 | Auf und davon                  | Der Verdingbub       | Michelle Hunziker      | -              | Mathias Gnädinger | Homerun (Sat.1 CH) |